# Arne Körner
Arne Körner (* 4. Mai 1986 in Hamburg) ist ein deutscher Filmregisseur, Drehbuchautor und Filmproduzent.

## Leben
Arne Körner wurde 1986 in Hamburg geboren. Von 2003 bis 2006 absolvierte er eine Ausbildung zum Bäcker, anschließend von 2006 bis 2008 eine Ausbildung zum Bild- und Tontechniker. Es folgte von 2009 bis 2015 ein Filmstudium an der Hochschule für Bildende Künste Hamburg und der École nationale supérieure des beaux-arts de Paris. 2016 nahm er an Werner Herzogs Rogue Film School teil.

## Regisseur und Drehbuchautor
Körners Filme wurden auf internationalen Festivals gezeigt und gewannen mehrere Preise. The Bicycle ist sein erster abendfüllender Spielfilm. Die Welturaufführung fand auf dem Montreal World Film Festival statt. The Bicycle wurde dort mit dem Prix du Jury in der Sektion Student Films ausgezeichnet. Die Deutschlandpremiere wurde auf den 49. Internationalen Hofer Filmtagen gefeiert. 2017 gewann sein Film Der Einzelkämpfer den Jury-Preis im Hamburg Wettbewerb auf dem Internationalen Kurz Film Fest Hamburg. Gasmann ist Körners zweiter abendfüllender Spielfilm als Regisseur, die Welturaufführung fand auf den Hofer Filmtagen 2019 statt. Gasmann wurde außerdem auf dem Cairo International Film Festival und dem Shanghai International Film Festival gezeigt.
2013 gründete Körner gemeinsam mit Martin Prinoth und Akin Sipal die Produktionsfirma Against Reality Pictures. Seitdem produziert er seine Filme und die Anderer selbst. Auch seine zahlreichen Kurzfilme hatte er zuvor selbst produziert.
Seit 2019 wird Arne Körner wird von der Agentur Fischer und Partner vertreten.

## Filmografie
- 2008: Café
- 2009: 0,2%
- 2009: A7 Stop & Go, Doku-Kurzfilm (Regie, Drehbuch)
- 2010: Wir machen Photos, Doku-Kurzfilm (Regie, Drehbuch)
- 2010: Station, Kurzfilm (Drehbuch)
- 2010: Die Buchhalter
- 2011: Disintegration, Kurzfilm (Regie, Drehbuch)
- 2012: The Guys, Kurzfilm (Regie, Drehbuch)
- 2012: Schurback, Kurzfilm (Regie, Drehbuch)
- 2013: Surrounded, Doku-Kurzfilm (Regie, Drehbuch)
- 2014: Vue Pointe, Doku-Kurzfilm (Regie, Drehbuch)
- 2015: Blink of an Eye, Kurzfilm (Regie)
- 2015: The Bicycle Kinospielfilm (Regie, Drehbuch)
- 2017: The Spirit of Liberation (Schnitt)
- 2017: Der Einzelkämpfer, Doku-Kurzfilm (Regie, Drehbuch)[13]
- 2018: Le Marché d'Aligre, Doku-Kurzfilm (Regie, Drehbuch)[14]
- 2019: Gasmann, Kino-Spielfilm, (Regie, Drehbuch)
- 2022: Action!, Kurzfilm, (Regie, Drehbuch)
- 2024: Nonkonform, Dokumentarfilm, (Regie, Drehbuch)